# 在原善淵
在原 善淵（ありわら の よしふち）は、平安時代初期から前期にかけての貴族。平城天皇の孫で、四品・高岳親王の子。官位は従四位上・大和守。

## 経歴
薬子の変で父が皇太子を廃されたため、臣籍降下して在原朝臣を賜姓される。
平城天皇の孫であったが、五位への蔭位は受けられずに六位から立身する。嘉祥3年（850年）文徳天皇の即位後に従五位下に叙爵する。斉衡3年（856年）従五位上・大舎人頭に叙任されるが、次いで中務少輔に転じ、翌天安元年（857年）治部大輔に遷った。
文徳朝末の天安2年（858年）紀伊守として地方官に転じると、貞観元年（859年）正五位下・大和守に遷り、翌貞観2年（860年）には内匠頭となり京官に復している。その後、短期間に大蔵大輔・内匠頭を務めるが、この間の貞観4年（862年）には幼い頃に恩寵を受けた平城天皇のために、以前高岳親王が堂舎を構えていたが既に荒廃してしまっていた地に寺院を建てることを請い許されている。
貞観6年（864年）従四位下・紀伊守次いで山城権守に叙任され再び地方官に転じる。また、貞観8年（866年）には平城天皇陵の辺に精舎を建立し、平城京に墾田を拓いてその修理費に充てたい旨を上奏し、平城京の田地16町3段120歩を与えられている。
貞観9年（867年）神祇伯に任ぜられ京官に復す。翌貞観10年（868年）従四位上・近江守としてみたび地方官に転じると、ほどなく大和権守、貞観11年（869年）山城権守、貞観14年（873年）大和守と清和朝後半は専ら地方官を歴任した。この間の貞観15年（873年）に善淵は弟の安貞と共に、貞観6年（864年）の入唐後長期間消息がなく生死不明となっていた父・高岳親王の封邑の返却を上表するが、許されなかった。
貞観17年（875年）2月2日卒去。享年60。最終官位は従四位上行大和守。

## 官歴
『六国史』による。
- 時期不詳：正六位上
- 嘉祥3年（850年） 4月17日：従五位下。5月3日：見散位
- 斉衡3年（856年） 正月7日：従五位上。6月14日：大舎人頭。11月21日：中務少輔
- 天安元年（857年） 10月27日：治部大輔
- 天安2年（858年） 正月16日：紀伊守
- 貞観元年（859年） 11月19日：正五位下。12月21日：大和守
- 貞観2年（860年） 8月26日：内匠頭
- 貞観4年（862年） 2月14日：大蔵大輔
- 貞観5年（863年） 2月10日：内匠頭。3月28日：次侍従
- 貞観6年（864年） 正月7日：従四位下。正月16日：紀伊守。3月8日：山城権守
- 貞観9年（867年） 2月11日：神祇伯。4月19日：兼河内権守
- 貞観10年（868年） 正月7日：従四位上。正月16日：紀伊守
- 時期不詳：大和権守
- 貞観11年（869年） 正月13日：山城権守
- 貞観14年（873年） 日付不詳：大和守
- 貞観17年（876年） 2月2日：卒去（従四位上行大和守）

## 系譜
- 父：高岳親王
- 母：不詳
- 妻：不詳
  - 男子：在原一貫